# 德比 (伊利諾伊州薩林縣)
德比（英語：Derby）是位於美國伊利諾伊州薩林縣的一個非建制地區。該地的面積和人口皆未知。

## 地理
德比的座標為37°37′44″N 88°23′08″W / 37.62889°N 88.38556°W，而該地的平均海拔高度為143米（即469英尺）。